# Distretto di Bathia
Il distretto di Bathia è un distretto della provincia di 'Ayn Defla, in Algeria, con capoluogo Bathia.

## Comuni
Il distretto è suddiviso in tre comuni:
- Bathia
- Bellas
- El Hassania